# Myans
Myans este o comună în departamentul Savoie din sud-estul Franței. În 2009 avea o populație de 1.087 de locuitori.

## Evoluția populației
| An        | 1975 | 1982 | 1990 | 1999 | 2006  | 2009  |
| --------- | ---- | ---- | ---- | ---- | ----- | ----- |
| Populație | 541  | 732  | 719  | 730  | 1.014 | 1.087 |